# Naldurg
Naldurg là một thành phố và là nơi đặt hội đồng đô thị (municipal council) của quận Osmanabad thuộc bang Maharashtra, Ấn Độ.

## Địa lý
Naldurg có vị trí 17°49′B 76°18′Đ / 17,82°B 76,3°Đ Nó có độ cao trung bình là 566 mét (1856 foot).

## Nhân khẩu
Theo điều tra dân số năm 2001 của Ấn Độ, Naldurg có dân số 15.993 người. Phái nam chiếm 52% tổng số dân và phái nữ chiếm 48%. Naldurg có tỷ lệ 64% biết đọc biết viết, cao hơn tỷ lệ trung bình toàn quốc là 59,5%: tỷ lệ cho phái nam là 71%, và tỷ lệ cho phái nữ là 57%. Tại Naldurg, 16% dân số nhỏ hơn 6 tuổi.